# Moio de' Calvi
Moio de 'Calvi je komuna (obec) v provincii Bergamo v italském regionu Lombardie, která se nachází asi 70 kilometrů severovýchodně od Milána a asi 30 kilometrů severně od Bergama.
Moio de 'Calvi sousedí s následujícími obcemi: Isola di Fondra, Lenna, Piazzatorre, Piazzolo, Roncobello, Valnegra.